# David Gimbernat Pérez
David Gimbernat Pérez (Gerona, 1980) es un productor y director de cine catalán vinculado a la producción de cine independiente y documental.
En 2003 crea la productora DDM Visual con la que produce cine independiente, tanto de género documental como de ficción. En 2012 coproduce con Lluís Miñarro el largometraje La lapitadiónde Saint Étienne, el segundo largometraje de Pere Vilà Barceló que recibe un buen recibimiento por parte del público y la crítica. El filme, obtiene el premio FIPRESCI a la Semana Internacional de Cine de Valladolid y es seleccionado en el Festival Internacional de Cine de Karlovy Vary y en el Festival de Cine de Londres.
En 2016 propone a Christophe Farnarier dirigir el largometraje El perdido  con la que gana el Premio a Mejor Película de la sección Zonazine del Festival de Málaga. En 2018 estrena con TV3, el largometraje Ara, dirigido por Pere Solés Bahí. La película aborda la problemática de trastornos alimenticios como la anorexia y la bulimia a partir de una ficción protagonizada por pacientes reales. El proyecto incluye el documental Mi vida como una película, que codirige y en el que se muestra el rodaje del filme y profundiza en los aspectos médicos.
En 2021 presenta su última producción El viento que nos mueve, ópera prima de Pere Puigbert Esponellà que se lleva el premio al mejor documental español en la Semana Internacional de Cine de Valladolid